# 鮫島正洋
鮫島 正洋（さめじま まさひろ）は、日本の弁理士、弁護士。作家の池井戸潤と交流があり、『下町ロケット』に登場する神谷弁護士のモデルとしても知られる。

## 経歴
神奈川県立横浜翠嵐高校を経て、1985年3月、東京工業大学金属工学科卒業。同年4月、藤倉電線株式会社（現：株式会社フジクラ）入社。電線材料の開発に従事し、筆頭発明者として40件を超える特許出願を行った。在職中の1991年11月、弁理士試験に合格。1992年3月、日本アイ・ビー・エム株式会社に入社し、知的財産部に所属する。IBM社のノーベル賞発明である酸化物超伝導にかかる基本特許の権利化に携わる。1996年11月、司法試験最終試験合格。1997年3月、同社退職。
1997年4月、司法研修所入所。1999年4月、第二東京弁護士会登録（51期）、大場・尾崎法律事務所（現：シティユーワ法律事務所）入所。2000年2月、松尾綜合法律事務所に入所。2004年7月、内田・鮫島法律事務所開設。同年から金沢工業大学客員教授を務める。
2012年、知財功労賞（経済産業大臣表彰）を受賞。